# Wang Wenbin
Wang Wenbin (en chino, 汪文斌; pinyin, Wāng Wénbīn; abril del 1971) es un político y diplomático chino, desde 2020 es portavoz del Ministerio de Relaciones Exteriores, subdirector del Departamento de Información del Ministerio de Relaciones Exteriores y miembro del Partido Comunista Chino. Es el trigésimo segundo portavoz desde que se estableció el cargo en el ministerio en 1983. Se desempeñó como embajador de China en Túnez de 2018 a 2020.

## Biografía
Wang Wenbin nació en abril de 1971 en Tongcheng en la provincia de Anhui en la República Popular de China, es de la etnia Han. Durante su juventud asistió al Nanjing Jinling High School.
En 1989 ingresó en la Universidad de Asuntos Exteriores de China, donde se especializó en francés. Después de graduarse, fue asignado al Ministerio de Relaciones Exteriores. Donde se desempeñó en varios puestos diplomáticos, incluido el de subdirector y director de la Oficina de Investigación de Políticas, consejero político de la Embajada de China en la República de Mauricio, consejero del Departamento de Planificación de Políticas y subdirector del Departamento de Planificación de Políticas. En mayo de 2018, fue designado por el 13.° Comité Permanente de la Asamblea Popular Nacional para reemplazar a Bian Yanhua como embajador en Túnez. El 17 de julio de 2020, fue nombrado portavoz del Ministerio de Relaciones Exteriores, sucediendo a Geng Shuang.

## Vida personal
Wang está casado y tiene una hija.